# Milanos

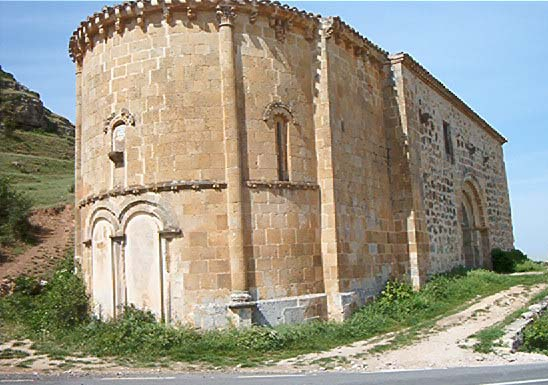
Ermita de Soledad

Der Río Milanos ist ein ca. 35 km langer Nebenfluss des Río Abión im Nordwesten der Provinz Soria in der Autonomen Region Kastilien-León im Norden Spaniens.

## Geographie
Der Río Milanos entspringt auf der Südseite eines namenlosen Bergstocks. Er fließt in vielen Schleifen in südwestlicher Richtung und mündet beim Ort Torreblacos in den Río Abión.

## Zuflüsse
Außer kleineren Rinnsalen, welche nur nach der Schneeschmelze im Frühjahr oder nach stärkeren Regenfällen Wasser führen, hat der Río Milanos keine weiteren Zuflüsse.

## Orte am Fluss
- Aldehuela de Calatañazor
- Calatañazor
- Blacos
- Torreblacos

## Sehenswürdigkeiten
Entlang des Flusslaufs verlaufen Wanderwege. Der Ort Calatañazor beeindruckt durch sein teilweise mittelalterlich anmutendes Flair; in seiner Umgebung steht die romanische Einsiedlerkirche Ermita de Soledad. Nordwestlich des Ortes ist ein Gebiet (Sabinar de Calatañazor) zum Schutz der meist 6–10 m hohen Bäume des spanischen Wacholders (Juniperus thurifera) ausgewiesen.

## Sonstiges
Das hochgelegene Quellgebiet des Río Milanos war auch das Ende eines der vielen Viehwanderwege (cañadas) im Norden Spaniens. Schafe und Ziegen wurden zum Teil aus Andalusien und der Extremadura bis hierher geführt, wo sie in den Sommermonaten ausreichend Nahrung fanden. Der Oberlauf des Río Milanos gilt überdies als gutes Angelrevier.